# Kopalnia Węgla Kamiennego Nowa Przemsza
Das Steinkohlenbergwerk Neu-Przemsa (polnisch Kopalnia Węgla Kamiennego Nowa Przemsza) ist ein schon 1925 stillgelegtes Steinkohlenbergwerk im Ortsteil Brzezinka von Mysłowice, Polen.

## Geschichte

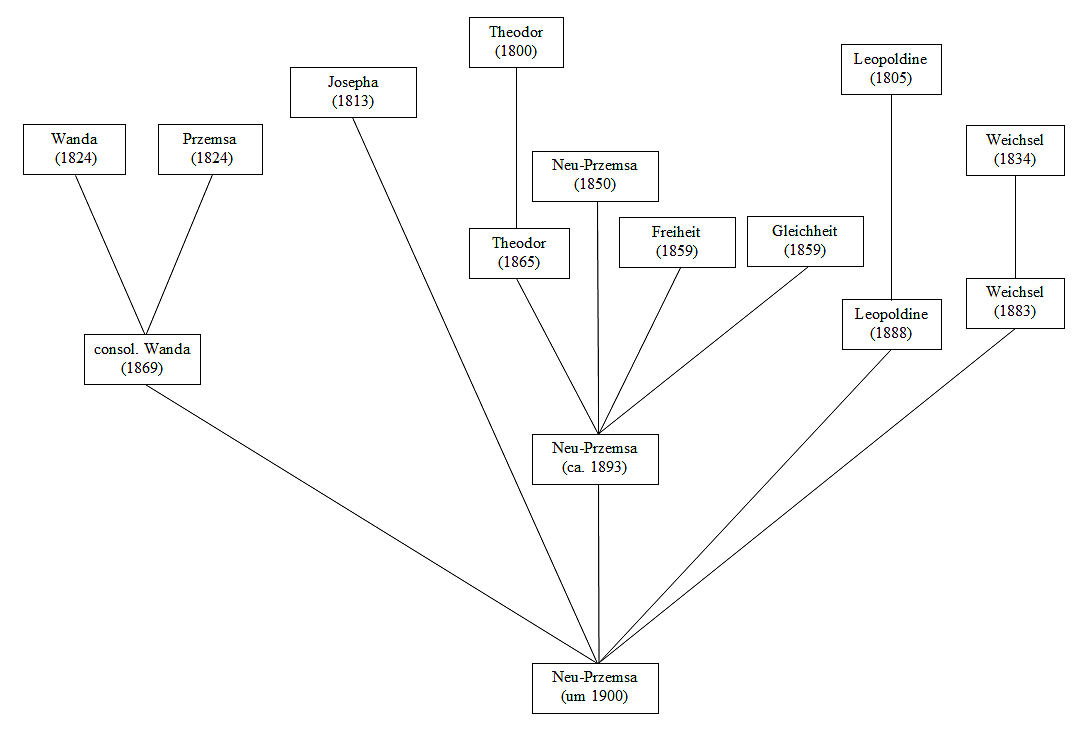
Vorgängerbergwerke und Fusionen

Im Süden von Mysłowice existierten teilweise schon seit 1800 zahlreiche kleine Bergwerke, die sich an der Wende vom 19. zum 20. Jahrhundert unter der Regie der Kattowitzer AG für Bergbau und Eisenhüttenbetrieb zu dem Bergwerk Neu-Przemsa zusammenschlossen. Alle an der Dreiländergrenze zwischen Preußen, Russland und Galizien (Österreich-Ungarn) liegend, beschränkte sich anfangs ihr Absatz auf den Export ins Ausland über Kähne auf der Przemsa.

### Theodor
Dieses im Jahr 1800 gegründete und 1808 vergrößerte Bergwerk förderte seit 1801 Steinkohle. Zwischenzeitlich immer wieder stillliegend, wurde es 1891 durch Tiele-Winckler gekauft und dem Bergwerk Neu-Przemsa zugeschlagen. Als eigenständiges Bergwerk förderte es maximal 14.500 t (1823).

### Wandagrube
Das Bergwerk der Feldgröße 0,88 km² im Süden von Mysłowice verfügte zunächst über die beiden Felder „Wanda“ und „Przemsa“. Über die beiden Förderschächte „Anton“ und „Carl“ wurde das Flöz „Leopoldine“ aufgeschlossen. Das am 17. April 1839 gegründete Bergwerk wurde 1869 Neu-Przemsa zugeschlagen und konnte dadurch dessen Leistungsvermögen erheblich verbessern.

### Josepha
Das Bergwerk in Mysłowice-Kosztowy hatte die Schächte „Anton“ und „Victoria“ und war am 24. Dezember 1816 von Josephine Steinkeller aus Krakau gemutet worden. Es baute vielleicht anfänglich die oberste Stufe der Nicolaischichten ab und kam 1902 zur Kattowitzer AG. Danach bildete es eine Betriebsgemeinschaft mit Neu-Przemsa.

### Leopoldine
Das Bergwerk in Mysłowice-Bręczkowice, das 1805 verliehen worden war und eine Berechtsame von 0,77 km² hatte, war eine Gründung des preußischen Bergbauministeriums. Trotz des Widerstandes der Grundherrschaft von Kattowitz-Mysłowice betrieb der Staat dort Bergbau von 1804 bis 1888. Aber schon 1838 gelangten Anteile an dem Unternehmen an Mitglieder der Familie Winckler. Bis zur Erschöpfung der Lagerstätten im Jahr 1888 erfolgte der Abbau über den Schacht „Klausa“ und den Stollen „Stanislaus“. 1890 wurde das Bergwerk neu gegründet und zusammen mit dem Bergwerk „Gleichheit“ (0,50 km²; Schacht „Einigkeit“; Stollen „Leopoldine“) betrieben. Später gehörte die Grube der Kattowitzer AG für Bergbau und Eisenhüttenbetrieb (KAG) und bildete mit Neu-Przemsa eine Betriebsgemeinschaft.
Nach der Stilllegung von Neu-Przemsa wurde noch von 1927 bis 1931 durch Ignacy Szend aus Brzezinka und den Kaufmann S. Walczyk aus Myslowice Bergbau auf Steinkohle betrieben.

### Neu-Przemsa
Erste Grubenfelder wie „Przemsa“ und „Wanda“ in Mysłowice-Brzezinka wurden schon 1824 an die Fürstin Luise Sulkowska verliehen und zunächst von der Wandagrube aus betrieben; am 30. Oktober 1850 kam das Feld „Neu Przemsa“ hinzu. Alle drei gingen zusammen mit den Bergwerken „Weichsel“ und „Glückhilf“ 1861 in den Besitz der Erben der Fürstin und Anton Klausas an Franz Hubert von Tiele-Winckler über, der es seinerseits in die KAG einbrachte.
Obwohl das Bergwerk durch die in diesem Artikel erwähnten Konsolidieren eine Berechtsame von 7,9 km² erreichte, blieb die Gesamtförderung ziemlich gering und erreichte in besten Zeiten nur 60 % der sich nördlich anschließenden Grube Mysłowice. Damian Recław nennt dafür zwei Gründe – die schlechte Ausstattung des Bergwerks und die hohe Streikbereitschaft der Arbeiter.
Anfänglich als Stollenzeche arbeitend, suchte man 1890 die Leistungsfähigkeit der Zeche durch das Aufschließen tieferer Flöze zu erhöhen und brachte zwei Schächte, „Paul“ und „Franziska“, bis auf das Luiseflöz nieder. Eine weitere Stärkung erfuhr das Bergwerk durch die Angliederung der älteren Wandagrube, die bereits aus drei Flözen, „Przemsa“, „Bertha“ und „Luise“ förderte.
Auch Josepha mit dem Feld „Gleichheit“ gehörte zur Betriebsgemeinschaft des Bergwerks.
Im Jahr 1912 baute die Zeche die Flöze „Przemsa“ und „Luise“ mit zusammen 7 m Mächtigkeit ohne Bergeversatz auf drei Sohlen (60 m, 110 m, 200 m) ab. Förderschächte waren „Paul“ und „Franziska“, beide mit einer Teufe von 200 m. Ausziehende Wetterschächte waren „Carl“ (164 m tief), „Glückauf“ (175 m tief) und „Überbrechen“ (27 m).
1913 verfügte das Unternehmen über 22 Dampfmaschinen mit einer Gesamtleistung von 5.900 PS, 3 Generatoren mit einer Gesamtleistung von 1.400 kW, 27 Elektromotoren mit einer Gesamtleistung von 1.000 PS, beschäftigte 936 Personen (davon 553 unter Tage) und seine Jahresproduktion betrug 362.265 Tonnen.
1922 lag das Bergwerk auf polnischem Staatsgebiet, gehörte aber weiterhin zu KAG, die jetzt ihren Firmensitz in Katowice hatte. Obwohl man weitere Modernisierungen durchführte und die Belegschaft 1923 auf 1.544 Personen erhöhte, sank die Jahresproduktion auf 295.850 Tonnen. Als infolge des Deutsch-Polnischen Zollkrieges 1925 der Kohlenexport in den Westen zusammenbrach, wurde infolgedessen das Bergwerk am 23. Juli 1925 stillgelegt.

## Förderzahlen
- Leopoldine 1873: 54.000 t; 1927: 8.011 t
- Josepha 1874: 32.500 t; 1873: 32.500 t
- Wanda 1873: 87.919 t
- Neu Przermsa 1873: 73.500 t; 1913: 362.265 t; 1923: 295.850 t